# Rabo de Ovelha
Die Weißweinsorte Rabo de Ovelha ist eine autochthone Sorte in Portugal.

## Verbreitung
Der Name (port.: Lämmerschwanz) leitet sich von der Form der Trauben ab. Die Sorte ist in den Regionen Douro, Trás-os-Montes, Beira Interior Sul, Beira Interior Norte, Beira Litoral, Ribatejo und Oeste zum Anbau empfohlen. Zugelassen ist sie ferner in der Algarve. Die bestockte Rebfläche beträgt ca. 3.115 Hektar.

## Synonyme
‘Lämmerschwanz’, ‘Medoc’, ‘Medock’, ‘Rabigato’, ‘Rabigato Dos Vinhos Verdes’
Trotz ähnlicher bzw. gleicher Synonyme ist eine Verwandtschaft mit der Rebsorte ‘Rabigato’ nicht gegeben.